# Luís da Silva Prado
Luís da Silva Prado (? — 29 de maio de 1870) foi um político brasileiro.
Filho de Antônio da Silva Prado e Maria Catarina da Costa Pinto. Nasceu em 12 de janeiro de 1885. Casou-se com Eudóxia da Cunha Bueno (1885 e 30 de outubro de 1922 em São Paulo - SP), filha de Joaquim da Cunha Bueno (Limeira, São Paulo, 15 de novembro de 1851 - São Paulo (Capital) - 16 de junho de 1929) e Maria Francisca da Cunha Bueno.
Tiveram os seguintes filhos:
- Maria Catarina
- Vera
- Antonio da Silva Prado que casou-se com Clarisse Sampaio Moreira

Foi presidente da província de Mato Grosso, de 10 de fevereiro a 29 de maio de 1870.